# Raca (província)
Raca ou Racca (em árabe: مُحافظة الرقة) é uma das quatorze províncias (muhafazat) da Síria. Está situado no norte do país, e cobre uma área de 19.616 km². Sua população na estimativa mais recente (2011) era de 944 mil habitantes. A capital é Raca.

## Subdistritos
- Raca
- Tal Abyad
- Ath-Thawrah